# Bokn
Bokn er en kommune i Rogaland fylke i Norge. Den som består af 3 beboede øer (Bokn, Austre Bokn og Ognøy) og flere hundrede småøer og holme. Kommunen har Karmøy vest og nord for sig, Tysvær i nord, Finnøy og Rennesøy i øst, og Kvitsøy i syd. Højeste punkt er Boknafjellet på 293 m oh.
Bokn har en del landbrug, men har også vigtige industrivirksomheder. 
Bokn har broforbindelse mod nord og færgeforbindelse mod syd, og dette gør at Bokn er en færdselsåre for den nord-sydgående trafik langs vestkysten (E39).